# Аранђеловачко читалиште
Аранђеловачко читалиште је основано 5. јануара 1869. године, договором на седници Општинске скупштине, где су учесници прихватили идеју о оснивању Читалишта, те се одмах у њу учланило 55 чланова. Читалиште је свечано отворено 14. јануара те исте године. Оснивач Читалишта је био Панта Луњевица који је тада био срески начелник у Аранђеловцу, а док је једно време био и окружни начелник у Шапцу и управник града Београда.

## Оснивање
У листу Србија, бр. 10, од 20. јануара 1869. године, може се пронаћи сведочење једног од учесника седнице Општинске скупштине одржане те године: 5. ов. месеца повео сам у општини реч да установимо овде чиатаоницу. Ја још нисам ни до пола изговорио своју реч, а са свију страна заори: оћемо, оћемо читаоницу, то нам је врло нужно, него пишите чланове. И ту се намах уписа 55 чланова и додаше преко 40 дуката ; ту се одмах узе кућа за Читаоницу и одлучи се који ће се листови узети, и ту се изабраше лица која ће се за Читаоницу старати. Наводи се друштво Читаонице аранђеловачке, од којих је председник капетан Панта Луњевица, писар Лука Цветковић, а старатељи су Иван Тадић, Јоксим Добричић и трговци.

## Извештај о стању читаонице
Као доказ како је Аранђеловачко читалиште радило имамо у једном од извештаја када је Министар просвете 23. фебруара 1874. године тражио извештај о стању Читалишта у Србији. У том извештају сазнајемо да је Читалиште 1874. године имало својих 72 чланова и да је сваки члан плаћао 16 гроша чаршијских за чланарину. Читалиште је имало добровољни приход од бањских гостију које им је јако пуно значио. Такође, сазнајемо да је целокупни приход Читалишта за целу 1874. годину износио 1838 гроша чаршијских, а док је расход за исту годину износио 1680 гроша чаршијских, јер су плаћали кирију за простор и новине које су набављали, а док су 700 гроша чаршијских плаћали за ствари: једну архиву, два стола, две столице, једну заставу и натпис, један лик кнеза Милана и споменик кнеза Михаила. У 1874. години Читалиште је примало 11 листова: Српске званичне новине, Будућност, Исток, Видовдан, Тежак, Рад, Кореспонденција, Застава, Јавност, Јавор и Домишљан. Поред листова фонд Читалишта је имао 40 примерака разних књига на српском језику.

## Судбина читаонице
Даљи рад Читаонице не знамо, нема писаних докумената, а највероватније је да је и ова установа доживљавала судбину своје земље. Верује се да је читаоница преживела Други светски рат, али њена даља судбина нам није позната. Вероватно су ове књиге укључене у Омладинску књижницу која се није дуго одржавала.